# 虚実
虚実（きょじつ）とは、八綱弁証において疾病の過程における邪気と正気の闘争の現れで、正邪の盛衰（病勢）に基づいて虚実という異なった病態が現れる。体質とも一定の関係がある。

## 虚証
虚とは、正気が虚弱なために現れる病態の総称。身体に必要なものが不足することを主とするために起こる証候である病理の反映。邪気に対する正気の抵抗力は低下しているため、正邪の間に激しい闘争はみられないこと。疾病の後期、多くの慢性病証、誤治により正気を失った病証などに多く見られる。体質的なものとしては骨肉がすんなりしてか細く胃腸が弱く無力的な体質の人に多く見られる。主な症状として自汗、下痢、小便頻数、筋肉に弾力性がない、症状が少しずつ悪くなる、軽度の眩暈、喜按、隠痛、症状が疲労で増悪、休息で軽減、鄭声、脈は濡弱微虚がある。
抗炎症薬や化学療法薬で胃腸障害を起こしやすく、漢方薬でも胃腸障害を起こしやすいグループと言える。

## 実証
実とは、外邪の感受または体内の病理産物（瘀血・痰など）によって起こる病理的な状態の総称。身体に不必要なものがあるため邪気の亢進であり、邪気の旺盛さを主とするために起こる証候である病理の反映。邪気のみならず正気も比較的旺盛であり抵抗力も強いので、正邪の間に激しい闘争は激しくなること。外感六淫による疾病の初期・中期、及び痰・水・血などの停滞による病証に多く見られる。体質的なものとしては骨肉ががっしりとして胃腸が丈夫で生命力の旺盛な体質の人に多く見られる。主な症状として無汗、便秘、小便の回数が少ない、筋肉に弾力性がある、症状が急に悪くなった、拒按、激痛、症状が疲労や休息で変わらない、譫語、脈は弦洪滑実がある。
人参・乾姜でのぼせを起こしやすいグループと言える。